# Pulesjärvi
Pulesjärvi är en sjö i Finland. Den ligger i kommunen Tammerfors i den ekonomiska regionen Tammerfors och landskapet Birkaland, i den södra delen av landet, 170 km norr om huvudstaden Helsingfors. Pulesjärvi ligger 125,4 meter över havet. I omgivningarna runt Pulesjärvi växer i huvudsak blandskog. Arean är 2,06 kvadratkilometer och strandlinjen är 23,2 kilometer lång. Sjön  ingår i Kumo älvs huvudavrinningsområde.  En vägbank delar sjön i två tydliga delar. De största öarna, Huhtisaari (3,4 hektar) och Sipisaari (0,8 hektar), ligger båda i den norra sjödelen. 